# Grand Prix Júnior de Patinação Artística no Gelo de 1999–00
O Grand Prix Júnior de Patinação Artística no Gelo de 1999–00 foi a terceira temporada do Grand Prix ISU Júnior, uma série de competições de nível júnior de patinação artística no gelo disputada na temporada 1999–00. São distribuídas medalhas em quatro disciplinas, individual masculino e individual feminino, duplas e dança no gelo. Os patinadores ganham pontos com base na sua posição em cada evento e os oito primeiros de cada disciplina são qualificados para competir na final do Grand Prix Júnior, realizada em Gdańsk, Polônia.
A competição é organizada pela União Internacional de Patinação (em inglês:  International Skating Union), a série Grand Prix começou em 22 de setembro e continuaram até 19 de dezembro de 1999.

## Calendário
| #     | Evento                                | Localização               | Data                 | Ref   |
| ----- | ------------------------------------- | ------------------------- | -------------------- | ----- |
| 1     | Croatia Cup de 1999                   | Zagreb, Croácia           | 22–26 de setembro    | [ 1 ] |
| 2     | Canadian Junior International de 1999 | Montreal, Canadá          | 29 de set.–3 de out. | [ 2 ] |
| 3     | Czech Skate de 1999                   | Ostrava, República Tcheca | 6–10 de outubro      | [ 3 ] |
| 4     | Grand Prix Júnior de Haia de 1999     | Haia, Países Baixos       | 14–17 de outubro     | [ 4 ] |
| 5     | Skate Slovenia de 1999                | Bled, Eslovênia           | 21–24 de outubro     | [ 5 ] |
| 6     | Salchow Trophy de 1999                | Estocolmo, Suécia         | 3–7 de novembro      | [ 6 ] |
| 7     | Piruetten de 1999                     | Hamar, Noruega            | 11–14 de novembro    | [ 7 ] |
| 8     | SBC Cup de 1999                       | Nagano, Japão             | 18–21 de novembro    | [ 8 ] |
| Final | Final do Grand Prix Júnior de 1999–00 | Gdańsk, Polônia           | 16–19 de dezembro    | [ 9 ] |

## Medalhistas

### Croatia Cup
| Evento                        | Ouro                                           | Prata                                          | Bronze                                           |
| Individual masculino detalhes | Florian Just · Alemanha                        | Laurent Porteret · França                      | Denis Balandin · Rússia                          |
| Individual feminino detalhes  | Olga Stepanova · Rússia                        | Svetlana Bukareva · Rússia                     | Svitlana Pylypenko · Ucrânia                     |
| Duplas detalhes               | Aliona Savchenko · Stanislav Morozov · Ucrânia | Meliza Brozovich · Anton Nimenko · Rússia      | Anne Powers · Jamie Campbell · Canadá            |
| Dança no gelo detalhes        | Svetlana Kulikova · Arseni Markov · Rússia     | Caroline Truong · Sylvain Longchambon · França | Valentina Anselmi · Fabrizio Pedrazzini · Itália |

### Canadian Junior International
| Evento                        | Ouro                                             | Prata                                   | Bronze                                     |
| Individual masculino detalhes | Soshi Tananka · Japão                            | Ryan Bradley · Estados Unidos           | Kensuke Nakaniwa · Japão                   |
| Individual feminino detalhes  | Irina Nikolaeva · Rússia                         | Naomi Nari Nam · Estados Unidos         | Stacey Pensgen · Estados Unidos            |
| Duplas detalhes               | Chantel Poirier · Craig Buntin · Canadá          | Zhang Dan · Zhang Hao · China           | Jaime O'Reilly · David Mollenkamp · Canadá |
| Dança no gelo detalhes        | Tanith Belbin · Benjamin Agosto · Estados Unidos | Nelly Gouverst · Cedric Pernet · França | Brenda Key · Ryan Smith · Canadá           |

### Czech Skate
| Evento                        | Ouro                                      | Prata                                              | Bronze                                            |
| Individual masculino detalhes | Fedor Andreev · Canadá                    | Lukáš Rakowski · República Tcheca                  | Valery Medvedev · Rússia                          |
| Individual feminino detalhes  | Marianne Dubuc · Canadá                   | Elizabeth Kwon · Estados Unidos                    | Utako Wakamatsu · Japão                           |
| Duplas detalhes               | Julia Shapiro · Alexei Sokolov · Rússia   | Larisa Spielberg · Craig Joeright · Estados Unidos | Megan Sierk · Dustin Sierk · Estados Unidos       |
| Dança no gelo detalhes        | Kristina Kobaladze · Oleg Voiko · Ucrânia | Julia Golovina · Denis Egorov · Rússia             | Lucie Kadlčáková · Hynek Bílek · República Tcheca |

### Grand Prix Júnior de Haia
| Evento                        | Ouro                                            | Prata                                             | Bronze                                    |
| Individual masculino detalhes | Fedor Andreev · Canadá                          | Alan Street · Reino Unido                         | Cyril Brun · França                       |
| Individual feminino detalhes  | Kristina Oblasova · Rússia                      | Sara Wheat · Estados Unidos                       | Susanne Stadlmüller · Alemanha            |
| Duplas detalhes               | Amanda Magarian · Jered Guzman · Estados Unidos | Viktoria Shklover · Valdis Mintals · Estônia      | Meliza Brozovich · Anton Nimenko · Rússia |
| Dança no gelo detalhes        | Natalia Romaniuta · Daniel Barantsev · Rússia   | Emilie Nussear · Brandon Forsyth · Estados Unidos | Olga Kudym · Anton Tereshchenko · Ucrânia |

### Skate Slovenia
| Evento                        | Ouro                                       | Prata                                          | Bronze                                           |
| Individual masculino detalhes | Stefan Lindemann · Alemanha                | Ben Miller · Estados Unidos                    | Denis Balandin · Rússia                          |
| Individual feminino detalhes  | Irina Tkatchuk · Rússia                    | Tamara Dorofejev · Hungria                     | Galina Maniachenko · Ucrânia                     |
| Duplas detalhes               | Julia Shapiro · Alexei Sokolov · Rússia    | Aliona Savchenko · Stanislav Morozov · Ucrânia | Viktoria Shliakhova · Grigori Petrovski · Rússia |
| Dança no gelo detalhes        | Elena Khalyavina · Maxim Shabalin · Rússia | Caroline Truong · Sylvain Longchambon · França | Flavia Ottaviani · Massimo Scali · Itália        |

### Salchow Trophy
| Evento                        | Ouro                                          | Prata                                         | Bronze                                              |
| Individual masculino detalhes | Evan Lysacek · Estados Unidos                 | Cyril Brun · França                           | Ryan Bradley · Estados Unidos                       |
| Individual feminino detalhes  | Sasha Cohen · Estados Unidos                  | Anna Lundström · Suécia                       | Mikkeline Kierkgaard · Dinamarca                    |
| Duplas detalhes               | Viktoria Shklover · Valdis Mintals · Estônia  | Abbi Gleeson · Jonathon Hunt · Estados Unidos | Jessica Waldstein · Garrett Lucash · Estados Unidos |
| Dança no gelo detalhes        | Natalia Romaniuta · Daniil Barantsev · Rússia | Kristina Kobaladze · Oleg Voiko · Ucrânia     | Nelly Gouverst · Cedric Pernet · França             |

### Piruetten
| Evento                        | Ouro                                                     | Prata                                  | Bronze                                     |
| Individual masculino detalhes | Gao Song · China                                         | Johnny Weir · Estados Unidos           | Andrei Lezin · Rússia                      |
| Individual feminino detalhes  | Deanna Stellato · Estados Unidos                         | Irina Nikolaeva · Rússia               | Irina Tkatchuk · Rússia                    |
| Duplas detalhes               | Viktoria Shliakhova · Grigori Petrovski · Estados Unidos | Alena Maltseva · Oleg Popov · Rússia   | Megan Sierk · Dustin Sierk · Rússia        |
| Dança no gelo detalhes        | Emilie Nussear · Brandon Forsyth · Estados Unidos        | Julia Golovina · Denis Egorov · Rússia | Elena Khalyavina · Maxim Shabalin · Rússia |

### SBC Cup
| Evento                        | Ouro                                      | Prata                                            | Bronze                                             |
| Individual masculino detalhes | Soshi Tanaka · Japão                      | Ma Xiaodong · China                              | Stéphane Lambiel · Suíça                           |
| Individual feminino detalhes  | Jennifer Kirk · Estados Unidos            | Yukari Nakano · Japão                            | Marianne Dubuc · Canadá                            |
| Duplas detalhes               | Zhang Dan · Zhang Hao · China             | Chantel Poirier · Craig Buntin · Canadá          | Larisa Spielberg · Craig Joeright · Estados Unidos |
| Dança no gelo detalhes        | Flavia Ottaviani · Massimo Scali · Itália | Tanith Belbin · Benjamin Agosto · Estados Unidos | Svetlana Kulikova · Arseni Markov · Rússia         |

### Final do Grand Prix Júnior
| Evento                        | Ouro                                           | Prata                                             | Bronze                                          |
| Individual masculino detalhes | Gao Song · China                               | Stefan Lindemann · Alemanha                       | Fedor Andreev · Canadá                          |
| Individual feminino detalhes  | Deanna Stellato · Estados Unidos               | Jennifer Kirk · Estados Unidos                    | Svetlana Bukareva · Rússia                      |
| Duplas detalhes               | Aliona Savchenko · Stanislav Morozov · Ucrânia | Julia Shapiro · Alexei Sokolov · Rússia           | Victoria Shliakova · Grigory Petrovsky · Rússia |
| Dança no gelo detalhes        | Natalia Romaniuta · Daniil Barantsev · Rússia  | Emilie Nussear · Brandon Forsyth · Estados Unidos | Kristina Kobaladze · Oleg Voyko · Ucrânia       |

## Classificação para a Final do Grand Prix Júnior
Cada patinador pontua dependendo da posição obtida, somando as duas melhores pontuações. Os oito melhores se classificam para disputa da final. A pontuação por eventos é a seguinte:
| Pos. | Pontos (Individuais) | Pontos (Dança) | Pontos (Duplas) |
| ---- | -------------------- | -------------- | --------------- |
| 1º   | 15                   | 15             | 15              |
| 2º   | 13                   | 13             | 13              |
| 3º   | 11                   | 11             | 11              |
| 4º   | 9                    | 9              | 9               |
| 5º   | 7                    | 7              | 7               |
| 6º   | 5                    | 5              | 5               |
| 7º   | 4                    | 4              | –               |
| 8º   | 3                    | 3              | –               |
| 9º   | 2                    | –              | –               |
| 10º  | 1                    | –              | –               |

### Classificados
|             | Masculino            | Feminino              | Duplas                                                                      | Dança no gelo                             |
| ----------- | -------------------- | --------------------- | --------------------------------------------------------------------------- | ----------------------------------------- |
| 1           | JPN Soshi Tanaka     | RUS Irina Nikolaeva   | RUS Julia Shapiro / Alexei Sokolov                                          | RUS Natalia Romaniuta / Daniil Barantsev  |
| 2           | CAN Fedor Andreev    | RUS Irina Tkatchuk    | CHN Zhang Xiaodan / Zhang Hao                                               | UKR Kristina Kobaladze / Oleg Voiko       |
| 3           | GER Florian Just     | CAN Marianne Dubuc    | EST Viktoria Shklover / Valdis Mintals                                      | USA Tanith Belbin / Benjamin Agosto       |
| 4           | CHN Gao Song         | USA Jennifer Kirk     | CAN Chantal Poirier / Craig Buntin UKR Aliona Savchenko / Stanislav Morozov | USA Emilie Nussear / Brandon Forsyth      |
| 5           | USA Ryan Bradley     | USA Deanna Stellato   | –                                                                           | ITA Flavia Ottaviani / Massimo Scali      |
| 6           | FRA Cyril Brun       | JPN Yukari Nakano     | RUS Viktoria Shliakhova / Grigori Petrovski                                 | RUS Svetlana Kulikova / Arseni Markov     |
| 7           | GER Stefan Lindemann | HUN Tamara Dorofejev  | –                                                                           | –                                         |
| 8           | RUS Denis Balandin   | RUS Svetlana Bukareva | –                                                                           | –                                         |
| Substitutos |                      |                       |                                                                             |                                           |
| 1º          | GBR Alan Street      | USA Stacey Pensgen    | USA Amanda Magarian / Jered Guzman                                          | RUS Elena Khalyavina / Maxim Shabalin     |
| 2º          | RUS Valery Medvedev  | SWE Anna Lundström    | RUS Meliza Brozovich / Anton Nimenko                                        | RUS Julia Golovina / Denis Egorov         |
| 3º          | USA Evan Lysacek     | TPE Carina Chen       | USA Larisa Spielberg / Craig Joeright                                       | FRA Caroline Truong / Sylvain Longchambon |